# Pycreus pseudolatespicatus
Pycreus pseudolatespicatus är en halvgräsart som beskrevs av Lun Kai Dai. Pycreus pseudolatespicatus ingår i släktet Pycreus och familjen halvgräs. Inga underarter finns listade i Catalogue of Life.